# Abiodun Obafemi
Abiodun Obafemi (Lagos, 25 de dezembro de 1973) é um ex-futebolista profissional nigeriano, foi campeão olímpico.